# Nico Dinkel

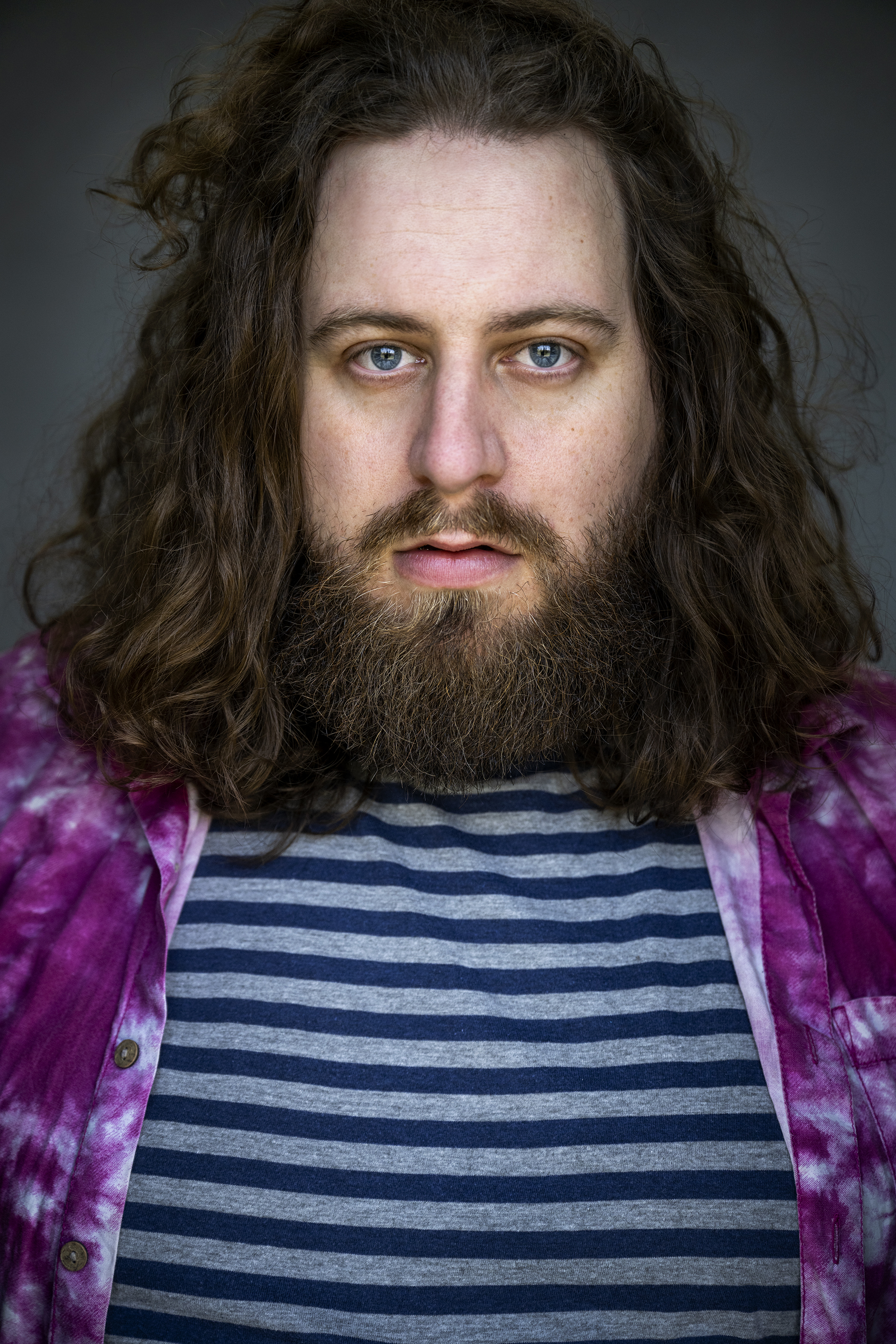
Nicolas Dinkel (2023)

Nico Dinkel (* 29. März 1989 in Paderborn) ist eine nonbinäre deutsche Person, die durch Schauspiel, Youtube, Moderation und Gesang einer Punkband Bekanntheit erlangte.

## Leben
Nico Dinkel begann die Ausbildung zum Schauspieler bereits im frühkindlichen Alter mit Schauspiel-Training der Kolping Spielschar Paderborn Zentral (Unterricht von Thorsten Böhner, Dagmar Hillebrand, Matthias Krampe, Alexander Georg-Witt). 2009 nahm Dinkel am Projekt JobAct des von Sandra Schürmann gegründeten, bundesweit aktiven Vereins Projektfabrik e. V. teil, wo Dinkel theaterpädogisch mit Dozenten wie Wulf Dominicus, Antje Huißmann und dem Choreografen Marvin A. Smith arbeitete. Ein kurzzeitiger Besuch der Schauspielschule art of acting in Berlin endete ohne Abschluss. Dinkel bildete sich anschließend privat in Workshops und Coachings weiter, etwa bei Tom und Jakob Lass und Susanne Eggert.
Im Februar 2021 war Dinkel Teil der Initiative #ActOut im SZ-Magazin, zusammen mit 184 anderen lesbischen, schwulen, bisexuellen, queeren, nichtbinären, intersexuellen und transgender Personen aus dem Bereich der darstellenden Künste.
Im Jahr 2024 outete sich Dinkel zudem als nonbinär und erklärte, keine Pronomen zu nutzen.
Nico Dinkel lebt in Berlin und hat eine Tochter. Dinkel arbeitete in der Vergangenheit neben der Schauspiel-Tätigkeit auch im Bereich der Regie-Assistenz, Produktionsassistenz, Komparsen-Betreuung oder im Regiebereich.
Dinkel ist Mitglied im Bundesverband Schauspiel (BFFS) und engagiert sich für die Queer Media Society.
Die Musikerin Ilay, Sängerin bei der Berliner-Kult-Poppunk-Girl-Band The toten Crackhuren im Kofferraum, veröffentlichte im Dezember 2020 mit Unterstützung der Berliner Bands EnteX und Arsen einen Song über Dinkel mit dem Titel Nicolas Dinkel Schauspieler.

## Karriere
Schon seit frühster Kindheit stand Dinkel auf der Bühne, nicht nur im Schultheater, sondern auch alljährlich auf der großen Bühne der PaderHalle Paderborn, die erste große Hauptrolle hatte Dinkel dort mit 16 Jahren in dem von Thorsten Böhner verfassten Stück Die sieben Siegel, welches sich an der Geschichte Kaspar Hausers orientiert. Nach einer Anstellung im Berlin Dungeon von 2016 bis 2019 folgten mehrere Engagements (2020, 2021, 2022) in Damp an der Ostsee für das Wikinger-Live-Theater-Spektakel Viking Mania in einer der sieben Hauptrollen.
Dinkel spielte Nebenrollen in zahlreichen Fernsehfilmen, darunter Dyslexie von Marc-Andreas Bochert und in Wir sind die Rosinskis, der 2019 TV-Premiere feierte, oder im Tatort: Borowski und das unschuldige Kind von Wacken von Ayse Polat. Die erste Hauptrolle in einem Kinofilm sollte die Figur des Wacken-Open-Air-Gründers Holger Hübner in der Regie von Michael David Pate sein. Der zunächst für 2019 angekündigte Film unter dem Arbeitstitel Rain or Shine wurde jedoch zunächst nicht realisiert, nachdem die Festival-Entstehungsgeschichte im Jahr 2023 als sechsteilige Mine-Serie mit dem Titel Legend of Wacken auf RTL+ unter der Regie von Lars Jessen mit der Produktionsfirma Florida Film GmbH veröffentlicht worden war.
Besonders häufig unterstützt Dinkel freie Filmprojekte und Musikvideos, so sah man Dinkel bereits in Musikvideos von Bands wie  Bluthund, Radio Havanna, The toten Crackhuren im Kofferraum, K.I.Z, Mandelkokainsschnaps oder Zukunft Zwei. 2021 war Dinkel Teil einer Werbekampagne im Stile von Robin Hood für die Supermarkt-Kette Kaufland und der Organspendekampagne Herzstillstand der Berliner Verkehrsbetriebe. Im Kino war Dinkel u. a. in Berlin für Helden in der Regie von Klaus Lemke oder in Broke. Alone. A Kinky Lovestory von Regisseurin Anna Unterweger zu sehen. Für das Fernsehen wirkte Dinkel in Spielfilmen von Marc-Andreas Bochert (Dyslexie), David Gruschka (Wir sind die Rosinskis) oder Ayse Polat (Tatort – Borowski und das unschuldige Kind von Wacken) sowie in diversen Kurzauftritten in Serien mit.
Vertreten wird Dinkel von der Hamburger Schauspielagentur Mulholland Talent Management.
Dinkel arbeitet daneben als Moderator und Veranstalter bei Konzertabenden oder Festivals in Paderborn und war Sänger der Paderborner Punkband NÄXT Generation turbt, darüber hinaus moderierte Dinkel 2020 für den Berliner Christopher Street Day an der Seite von Estelle van der Rhone, welcher in dem Jahr coronabedingt erstmals digital stattfand.
Im Sommer 2020 nahm Dinkel als Schwindler-Kandidat an der 1. Staffel der  RTL-Show I can see your voice als Hardrocker teil.
2024 betrieb Dinkel eine Zeit lang angelehnt an seine Tatort-Rolle Lenny Jensen den YouTube-Kanal Lenny aus Wacken, auf dem Dinkel bekannte frühe Videos des Ex-YouTubers Drachenlord parodierte.
Dinkel war Teil der 7-köpfigen Nominierungs-Jury zum Deutscher Schauspielpreis 2025.

## Privates
Dinkel hat sich wiederholt öffentlich gegen eine Stigmatisierung psychischer Erkrankungen ausgesprochen. Dinkel ist selbst von Depression betroffen und berichtet sowohl in Social Media als auch im Fernsehen über die Erfahrungen, so in der ZDF-Sendung Volle Kanne oder dem Wissensmagazin WISO, das im Juni 2023 über Dinkels Therapieplatzsuche berichtete.

## Filmografie (Auswahl)
- 2010: Jean-Baptiste Martin – Liebe mit Dir (Musikvideo), Regie: Barbara S. Müller
- 2011: Weisse Beine (Kurzspielfilm), Regie: Murat Akin
- 2011: the Carcass (Kurzspielfilm), Regie: Ryuta Tanaka
- 2012: Berlin für Helden (Kinospielfilm)
- 2013: Dyslexie (TV-Film), Regie: Marc-Andreas Bochert, ARD-alpha
- 2014: Heartcore (Kurzfilm), Regie: Romina D. Seiz
- 2015: Wir sind die Rosinskis (TV-Film), Regie: David Gruschka, ARD, Degeto
- 2015: Boomarama Late Night (Einspiel-Sketch), Regie: Sebastian Wiegmann, Tele 5
- 2017: Der Kriminalist (TV-Serie), ZDF (1 Episode)
- 2017: Deutscher Schauspielpreis 2017 (Opener), Regie: Michael S. Ruscheinsky
- 2018: Bohemian Browser Ballett, Regie: Georg Kammerer[24]
- 2018: #DeineChemie – Dieser Handschuh ist die Zukunft (Internet-Film), Regie: Shawn Bu[25]
- 2018: the toten Crackhuren im Kofferraum – Jobcenter (Musikvideo), Regie: Ludwig Henze & Benjamin Brandis
- 2020: Kartoffelsalat 3 – Das Musical (Kinospielfilm)
- 2020: funk! (Kurzfilm), Regie: Caleb Gerst
- 2020: Outing am Arbeitsplatz (Webvideo), Regie: Tommy Toalingling
- 2021: Wendehammer (TV-Serie), (1 Episode) ZDF, Regie: Sinan Akkus
- 2021: Der Überfall (1 Episode) (ZDF-Miniserie), Regie: Stephan Lacant
- 2021: Was ich eigentlich sagen wollte (TV-Serie), (1 Episode) Comedy Central, Regie: Michael Starkl
- 2021: Cold Solutions (Kurzfilm), Regie: Björn Beton
- 2022: BROKE. ALONE. A kinky love story[26] (Kinospielfilm), Regie: Anna Unterweger
- 2022: Heute Show (Reportagemehrteiler), Till to go (1 Episode) Regie: Daniel Lwowski
- 2023: Tatort: Borowski und das unschuldige Kind von Wacken
- 2023: Jokah & Tutty (Comedy-Serie), (1 Episode) Amazon Freevee, Regie: Michael Starkl
- 2023: VILM (Kinofilm), Regie: Coffus Hoffmann
- 2023: All Clowns Are Bastards (Kinofilm)
- 2024: Die Spreewaldklinik (Serie) (2 Episoden), Sat.1, Regie: Jurij Neumann
- 2024: Allerletzte Worte (Kinofilm), Regie: Tobias Schönenberg
- 2025: Das Geständnis (Kurzfilm), Regie: Paul Poet
- 2025: WaPo Duisburg (Fernsehserie, Folge Spurlos verschwunden)

## Theater (Auswahl)
- 2004: Ich, Kaspar, Regie: Alexander Georg-Witt, amalthea Theater Paderborn
- 2005: Die sieben Siegel, Regie: Alexander Georg-Witt, PaderHalle Paderborn
- 2005: Ich, Kaspar, Regie: Alexander Georg-Witt, Movement Theater Bielefeld
- 2010: S.old O.ut S.ouls, Regie: Wulf Dominicus, Kulturwerkstatt Paderborn
- 2013: Macht, Regie: Cathérine Welly, Kulturzentrum Danziger50 Berlin
- 2014: Geld, Regie: Cathérine Welly, Kulturzentrum Danziger50 Berlin
- 2014: Visionen, Regie: Cathérine Welly, Kulturzentrum Danziger50 Berlin
- 2016–2019: Ensemble-Mitglied im Berlin Dungeon
- 2020: Viking Mania – Loki’s Fluch, Regie: Thorben Mangold, Ostsee Resort Damp
- 2021: VikingMania – Schatten über Noorgård, Regie: Tim Runde und Thorben Mangold, Ostsee Resort Damp
- 2022: Viking Mania – Trugbilder der Nacht, Regie: Kai Schulz, Ostsee Resort Damp